# Jelizaveta Drozd
Jelizaveta Danilovna Drozd (ryska: Елизавета Даниловна Дрозд), mer känd som Liza Drozd, född 18 september 1999 i Krasnojarsk, är en rysk sångerska.
Drozd vann, tillsammans med Aleksandr Lazin den ryska uttagningen till Junior Eurovision Song Contest 2010, och de representerade Ryssland i tävlingen med låten "Boy And Girl". I finalen fick dem 119 poäng, vilket resulterade i en 2:a plats, 1 poäng bakom segrande Vladimir Arzumanjan från Armenien.